# 洪淳寧
洪 淳寧（ホン・スニョン、ホン・スンニョン、朝鮮語: 홍순영/홍순녕、1867年または1887年9月5日 - 1949年12月1日または12月23日）は、日本統治時代の朝鮮および大韓民国の教育者、政治家。制憲韓国国会議員。
本貫は南陽洪氏。号は南農。父は済州島済州面長奏任待遇の洪鍾時。

## 経歴
全羅南道済州島済州面二徒里（のち済州道北済州郡を経て済州市二徒洞）出身。漢文修学を経て、1909年または1911年に水原高等農林学校卒。同年5月に済州公立簡易農業学校訓導、1911年に済州公立農林学校副教諭、1916年5月辞職。その後は朝鮮総督府農林局技手になったが、1918年依願免職。その後は朝鮮仏教協会理事を経て、1920年に朝鮮労働共済会の結成に参加し理事を務めた。その後は東京から共産主義書籍を購読し、1921年9月に済友社団長となった。6・10万歳運動のとき、済州農業学校の一・二年生が皇民化教育に反旗を翻し校長事務取扱の柳田彦二を排斥する運動を起こすと、学校は学生10人に退学、全学生に無期停学処分を下した。これに対し、洪は地方の有志を動かして学生たちの懲戒を取り消させ、校長署理を追放したため、当局から忌避人物に指名された。1939年10月に私立ファブク校の校長に就任したが、太平洋戦争の発生により1941年12月24日に学校を辞めて隠遁生活を送った。済州中学院設立者・院長を経て、光復後は済州女子初等中学校の設立に参加して校長を務めたほか、独促国民会の幹部も務めた。1948年の済州島四・三事件により北済州郡両選挙区の初代総選挙が無効になったため、同郡選出の国会議員がいないという状況が続いた。1949年5月10日、校長を辞職した洪は1年遅れた北済州郡の補欠選挙で国民会の候補として当選した後、民主国民党に入党し、国会懲戒資格委員を務めた。しかし、わずか7か月後の12月13日に死去したため、在職中に死去した最初の国会議員の1人となった。なお、当時の在日居留民団本部副団長の高順欽は洪を追悼する漢詩を作った。